# Motteville
Motteville és un municipi francès situat al departament del Sena Marítim i a la regió de Normandia. L'any 2007 tenia 730 habitants.

## Demografia

### Població
El 2007 la població de fet de Motteville era de 730 persones. Hi havia 268 famílies de les quals 54 eren unipersonals (19 homes vivint sols i 35 dones vivint soles), 78 parelles sense fills, 113 parelles amb fills i 23 famílies monoparentals amb fills.
La població ha evolucionat segons el següent gràfic:
Habitants censats

### Habitatges
El 2007 hi havia 286 habitatges, 271 eren l'habitatge principal de la família, 3 eren segones residències i 12 estaven desocupats. 256 eren cases i 26 eren apartaments. Dels 271 habitatges principals, 207 estaven ocupats pels seus propietaris, 63 estaven llogats i ocupats pels llogaters i 1 estava cedit a títol gratuït; 2 tenien una cambra, 4 en tenien dues, 35 en tenien tres, 65 en tenien quatre i 165 en tenien cinc o més. 206 habitatges disposaven pel capbaix d'una plaça de pàrquing. A 130 habitatges hi havia un automòbil i a 113 n'hi havia dos o més.

### Piràmide de població
La piràmide de població per edats i sexe el 2009 era:
| Homes | Edats   | Dones |
| ----- | ------- | ----- |
| 0     | 95 o +  | 0     |
| 0     | 90 a 94 | 4     |
| 0     | 85 a 89 | 4     |
| 4     | 80 a 84 | 0     |
| 12    | 75 a 79 | 20    |
| 12    | 70 a 74 | 12    |
| 8     | 65 a 69 | 16    |
| 16    | 60 a 64 | 20    |
| 24    | 55 a 59 | 24    |
| 16    | 50 a 54 | 24    |
| 20    | 45 a 49 | 12    |
| 24    | 40 a 44 | 20    |
| 40    | 35 a 39 | 32    |
| 40    | 30 a 34 | 48    |
| 28    | 25 a 29 | 28    |
| 12    | 20 a 24 | 24    |
| 28    | 15 a 19 | 16    |
| 28    | 10 a 14 | 32    |
| 28    | 5 a 9   | 36    |
| 20    | 0 a 4   | 28    |

## Economia
El 2007 la població en edat de treballar era de 473 persones, 353 eren actives i 120 eren inactives. De les 353 persones actives 329 estaven ocupades (185 homes i 144 dones) i 26 estaven aturades (11 homes i 15 dones). De les 120 persones inactives 36 estaven jubilades, 39 estaven estudiant i 45 estaven classificades com a «altres inactius».

### Ingressos
El 2009 a Motteville hi havia 276 unitats fiscals que integraven 749,5 persones, la mediana anual d'ingressos fiscals per persona era de 16.870 €.

### Activitats econòmiques
Dels 28 establiments que hi havia el 2007, 2 eren d'empreses extractives, 1 d'una empresa alimentària, 2 d'empreses de fabricació d'altres productes industrials, 6 d'empreses de construcció, 5 d'empreses de comerç i reparació d'automòbils, 2 d'empreses de transport, 4 d'empreses d'hostatgeria i restauració, 1 d'una empresa financera i 5 d'empreses de serveis.
Dels 7 establiments de servei als particulars que hi havia el 2009, 1 era una oficina de correu, 1 guixaire pintor, 2 fusteries, 1 electricista i 2 restaurants.
L'any 2000 a Motteville hi havia 15 explotacions agrícoles que ocupaven un total de 763 hectàrees.

## Equipaments sanitaris i escolars
El 2009 hi havia una escola elemental integrada dins d'un grup escolar amb les comunes properes formant una escola dispersa.

## Poblacions més properes
El següent diagrama mostra les poblacions més properes.